# Ernesto Caccavale
Ernesto Caccavale (ur. 22 sierpnia 1963 w Neapolu) – włoski polityk i dziennikarz, poseł do Parlamentu Europejskiego IV kadencji.

## Życiorys
W 1987 ukończył studia prawnicze na Uniwersytecie w Neapolu. Współpracował z różnymi mediami jako freelancer. Od 1989 do 1994 pracował w marketingu w kontrolowanej przez rodzinę Berlusconich grupie Fininvest. W 1994 dołączył do utworzonej przez Silvia Berlusconiego partii Forza Italia, z jej ramienia uzyskał mandat eurodeputowanego, który wykonywał do 1999. Pełnił m.in. funkcję wiceprzewodniczącego Podkomisji ds. Praw Człowieka oraz grupy Unia dla Europy.
W 2000 powrócił do branży medialnej w ramach własnych przedsiębiorstw zajmujących się komunikacją. Od 2008 był rzecznikiem Forza Italia w regionie Kampania, a od 2009 rzecznikiem regionalnym Ludu Wolności. Od 2010 pracował w biurze prasowym prezydenta Kampanii Stefana Caldoro.